# Дорота Бродовська (художниця)
Дорота Бродовська (пол. Dorota Brodowska; 1954) — польська художниця, сценографістка і режисерка театру.
1980 р. отримала диплом у студії живопису Людвіка Маціага на Варшавській Академії образотворчих мистецтв. Дебютувала з виставою «Будь-яка схожість між людьми й подіями є абсолютно випадковою» на кабаре «Пивниця під баранами» в Кракові. Під час воєнного стану була організаторкою й учасницею незалежних і підпільних виставок. Є аніматоркою культурних акцій. 
Окрім мистецтва приділяє увагу у сфері скульптур, сценографії та театру («Останнє хрещення», «Стрілка часу»). Її роботи поєднують у собі живопис і скульптуру. Вона реалізовує проєкти в галузі графіки та прикладного мистецтва. Брала участь в багатьох польських і закордонних виставках (Німеччина, Бельгія, Голландія, Росія, Франція).
Авторка багатьох індивідуальних (серед них «І все ж це добре» в Галереї Брама у Варшаві та Галерея Здержак у Кракові; «Змія в зоопарку» в Галереї Тест у Варшаві; «Пунколи та рециклони – Сади третього тисячоліття» у Варшавській симфонії) та колективних збірок (серед них «Салон-де-ла-Женессе Пентірс» у Великому палаці в Парижі; «Арсенал'88» в Міровській залі у Варшаві; «Просто намальовані» в Захенті у Варшаві; «Артфестиваль» у Москві; «Червоний і Білий» у Варшаві й Амстердамі; «Варшава'90» в Галереї старого монастиря в Колонії; «Зустріч святих образів» в Національному музеї етнографії у Варшаві; «Епітафія – сім пробілів» в Захенті у Варшаві; «Прометей» на виставці «Зображення та рух» у Музеї кінематографії в Лодзі).
Художниця-постановниця спектаклів Едварда Войташека «Гомосексуал, або як важко висловитися» та «Чотири близнюки». 
Дебютувала режисеркою у театрі ім. Яна Кохановського в Радомі зі спектаклем Семюела Бекета «Щасливі дні» (актори: Мирослава Нємчик, Мирослав Зброєвич).
Інші виступи: «Синювате місце» (Elizeum у Варшаві та на фестивалі «Fortalicje» у Замості); «Місто янголів» у галереї Гама у Варшаві; «Переможець» за мотивами роману Єжи Жулавського (Пивниця під баранами); «Створення світу» в рамках акції «Розширення уяви – з'єднання розділеного» (Ніна Смоларц та Януш Богуцький); «Останній внесок» (Естрадний театр у Варшаві); «Стрілка часу» (Лабораторна зала Центру сучасного мистецтва у Варшаві).
Лауреатка премії Фонду POLCUL.
Багаторазова стипендіатка Міністерства культури та мистецтв.